# Kumasi
Kumasi és la capital de la regió Aixanti, a Ghana, amb una població de 3.630.326 h. (estimació 2022). Ciutat de l'antiga colònia anglesa de Costa d'Or, situada en el centre-sud del país, a uns 245 quilòmetres de la capital Accra a la qual resta unida per carretera i ferrocarril. Es troba en una regió de la selva tropical prop del llac Bosomtwe i és la capital comercial, industrial i cultural de l'històric Imperi Aixanti.
La ciutat antiga està situada sobre un turó d'uns 6 quilòmetres de perímetre. Té amples avingudes proveïdes d'arbres, un gran mercat central, i escoles oficials.
És el segon centre industrial (indústria, química, alimentària) del país i un nus de comunicacions important i seu universitària.

## Història

### Imperi Aixanti
A la zona del districte de Kumasi s'han trobat restes d'assentaments humans que es remunten al Neolític.
La ciutat va ser fundada a finals del segle XVII, com a capital de la Confederació Aixanti, establerta pel governant Osei Tutu. El governant de Kumasi, conegut com Asantehene, també era el cap de la Confederació. Amb la victòria sobre el regne de Denkyira el 1701, la Confederació Aixanti es va convertir en l'estat principal dels pobles àkans. Algunes parts de la ciutat, inclòs el Palau Reial, van ser destruïdes per les tropes britàniques durant la Tercera Guerra Angloaixanti el 1874.
Encara que Ghana és una república des de 1957, Kumasi es considera una ciutat reial ja que el sobirà aixanti hi resideix; el paper d'aquest governant és principalment simbòlic. La ciutat ocupa un lloc important en la història del poble aixanti, una llegenda afirma que aquí el sacerdot Okomfo Anokye va rebre el tamboret daurat, un simulacre de l'esperit de la nació aixanti, l'objecte encara es conserva a la ciutat.

## Etnicitat i llengües
Els ahafos, que parlen el dialecte ahafo de l'àkan, tenen el seu territori al voltant de Kumasi.

## Persones notables
- Ignatius Kutu Acheampong, dictador, cap d'estat de Ghana
- Kofi Annan (1938 - 2018) diplomàtic, Secretari General de les Nacions Unides (1997-2006), Premi Nobel de la Pau de 2001.
- Kofi Kingston, lluitador professional.

## Referències

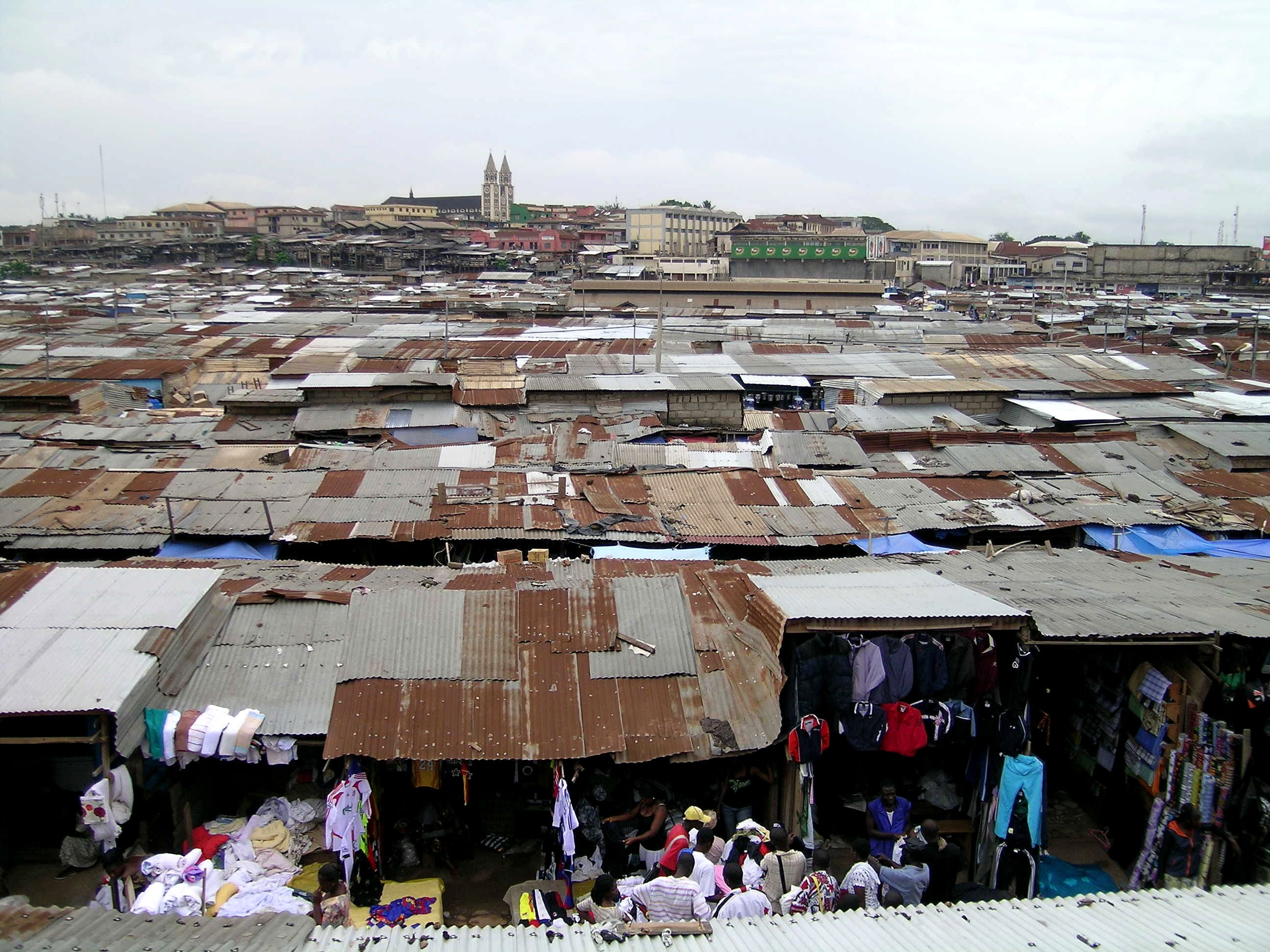
El gran mercat de Kumasi